# Jānis Mendriks
Jānis (Jean) Mendriks, né le 21 janvier 1907 dans le village de Logocki près d'Aglona en Lettonie (alors dans l'Empire russe) et mort le 1er août 1953 au camp de Vorkouta (URSS), est un prêtre catholique letton, dont le procès en béatification a été ouvert en 2003.

## Biographie
Jānis Mendriks naît dans une famille rurale lettone appartenant à la minorité catholique du pays, près d'Aglona, alors dans le gouvernement de Vitebsk. Il entre à la congrégation des marianistes de l'Immaculée-Conception, congrégation revivifiée par le bienheureux Georges Matulewicz avant la Première Guerre mondiale. Il commence son noviciat à Viļāni, le 8 décembre 1926 et prononce ses premiers vœux un an plus tard. Il poursuit ses études au gymnasium catholique d'Aglona, prononce ses vœux perpétuels le 6 janvier 1933, et continue ses études au séminaire de Riga, capitale de la république de Lettonie. Il y est ordonné prêtre le 3 avril 1938 à la cathédrale Saint-Jacques.
Le jeune prêtre est nommé vicaire à la paroisse de Viļāni tenue par les marianistes et dessert aussi plusieurs filiales. Il dessert ensuite des paroisses en Courlande, comme à Sabile. La région est occupée par l'Armée rouge à l'automne 1939 selon les termes du pacte germano-soviétique, puis c'est au tour de la Wehrmacht à l'été 1941. Le P. Mendriks est curé d'Ostone en 1942 et refuse à la fin de l'année des funérailles catholiques à un policier letton qui avant sa mort servait dans les rangs allemands, sous prétexte qu'il vivait en concubinage. Les autorités policières lettones de la SS jurent sa mort et le prêtre est obligé de fuir. Il se cache jusqu'à la fin de la guerre.
Il peut reprendre son travail pastoral sous le régime de la république socialiste soviétique de Lettonie de manière officielle. Il devient en février 1948 curé des paroisses de Jaunborne et d'Elerna ; mais, considéré comme trop zélé, il est arrêté par le MGB le 25 octobre 1950 et emprisonné à Riga. Son procès se tient le 24 mars 1951 et le condamne à dix ans de travaux forcés et cinq ans d'exil, pour « avoir organisé des groupes nationalistes et avoir mené des actions de propagande anti-soviétique. » Il est aussitôt déporté au camp de Vorkouta travailler dans les mines de charbon.
Pendant sa déportation, le P. Mendriks poursuit secrètement son action pastorale auprès des autres déportés. Les hosties qu'il parvient à se procurer sont cachées dans un paquet de cigarettes. Lorsque Staline meurt en 1953, les prisonniers ont l'espoir d'un changement. Ils organisent une grande grève générale le 25 juillet 1953 et le soulèvement de Vorkouta. Les gardiens débordés font appel à l'armée. Celle-ci assiège le camp le 1er août et le P. Mendriks se met au premier rang des grévistes. Les soldats ouvrent le feu et il meurt en récitant l'absolution.
Il a été réhabilité par le procureur général de Lettonie en 1991.
Son procès en béatification a été ouvert en 2003 par l'archidiocèse de Moscou.

### Article lié
- Vorkoutlag